# Schlacht von Anchialos (708)
Die Schlacht von Anchialos (bulgarisch Битка при Анхиало) war eine Auseinandersetzung zwischen dem byzantinischen Reich und dem ersten bulgarischen Reich.
Die Schlacht fand im Jahre 708 zwischen den heutigen bulgarischen Städten Burgas (die frühere Aquae Calidae und Pyrgos) und Pomorie (das frühere Anchialos) statt und endete mit einer klaren byzantinischen Niederlage.

## Vorgeschichte
678 gründeten Bulgaren mit mehreren slawischen Stämmen in Moesia 678 das Erste Bulgarische Reich unter der Führung von Asparuch. Es folgten vergebliche Unterwerfungsversuche durch den byzantinischen Kaiser Konstantin IV. Pogonatos in den Jahren 679 und 680. Er unternahm im Sommer des Jahres 680 einen Feldzug gegen die Bulgaren. Der Krieg endete 681 mit einem Friedensvertrag. Der byzantinische Kaiser Konstantin IV. Pogonatos erkannte im Sommer 681 faktisch dieses Reich, den neuen Staat Bulgarien, vertraglich an. Darüber hinaus regelte der Vertrag die neuen Staatsgrenzen, ein Flottenmoratorium und eine Tributpflichtigkeit Konstantinopels. Somit wurde Bulgarien zum dritten anerkannten Staat in Europa und einer der wenigen, dem das Oströmische Reich tributpflichtig war. Die Bulgaren verlegten schließlich ihre Hauptstadt von Ongal in der Norddobrudscha weiter südlich nach Pliska.
Das Territorium des Ersten Bulgarischen Reiches wurde unter Asparuchs Nachfolger Khan Terwel (700–721) beträchtlich erweitert. In dieser Zeit entwickelte sich Bulgarien zu einer ernstzunehmenden politischen Kraft.
Das Byzantinische Reich befand sich zu jener Zeit in einer Krise (Belagerung von Konstantinopel (674–678)) und seine Ostgrenzen wurden von den Arabern bedrängt (Islamische Expansion).
Der byzantinische Kaiser Justinian II. fiel 695 einer Verschwörung zum Opfer. Seinen Gegnern gelang es durch eine Intrige eine Revolte der hauptstädtischen Bevölkerung auszulösen. Es wurde behauptet, der Kaiser wolle den Patriarchen ermorden lassen und in Konstantinopel ein Massaker veranstalten. Dieses haltlose Gerücht wurde sofort geglaubt. Justinian wurde festgenommen, um ihn öffentlich zu demütigen wurde ihm im Hippodrom öffentlich die Nase abgeschnitten, daher sein Beinamen Rhinotmetos (‚mit der abgeschnittenen Nase‘). Dann wurde er nach Cherson auf der Krim (in der Nähe des heutigen Sewastopol) verbannt. Bald flüchtete er zu den Chasaren, wo er die Schwester des Herrschers, eine Prinzessin aus dem Volke der Chasaren, heiratete.
Im Jahr 705 half der bulgarische Khan Terwel dem ehemaligen Kaiser von Byzanz, Justinian II., bei der Rückgewinnung des byzantinischen Thrones, nachdem dieser zehn Jahre im Exil verbracht hatte. Als Dank gab Justinian dem bulgarischen Herrscher große Mengen an Gold, Silber und Seide sowie das strategisch wichtig gelegene Gebiet Sagore zwischen dem heutigen Stara Sagora, Sliwen und dem Schwarzen Meer. Ebenso verlieh er ihm den hohen byzantinischen Titel Caesar und ließ ihm ein Denkmal im Hippodrom von Konstantinopel errichten.
Doch schon drei Jahre nachdem Justinian den Thron zurückgewonnen hatte, hielt er sich wieder für stark genug, um das überlassene Gebiet zurückzuerobern und marschierte in Richtung Bulgarien, um Sagore zurückzufordern.

## Die Schlacht
708 erreichte eine byzantinische Kavallerieabteilung Anchialos (altgriechisch Ἀγχίαλος; in der Nähe des heutigen Pomorie). Die Byzantiner schifften sich in Anchialos ein und errichteten ihr Lager in der Nähe der befestigten Stadt, ohne etwas von der Anwesenheit der bulgarischen Armee in der Nähe mitzubekommen, da diese sich hinter den Bergen der Region versteckt hielt.
In ihrer Siegesgewissheit hatten es die Byzantiner versäumt, ihr Lager militärisch abzusichern. Als die Truppen von Justinian damit beschäftigt waren Vorräte im Umland zu organisieren, wurden sie von der bulgarischen Kavallerie angegriffen. Gleichzeitig griff die bulgarische Infanterie das byzantinische Lager an. Dieser Überraschungsangriff gegen die unorganisierte Armee des Kaisers führte zu schweren Verlusten der Byzantiner, die darüber hinaus noch einen Großteil ihrer Pferde und Waffen verloren. Der Kaiser konnte sich mit einem kleinen Teil seiner Truppe in die Festung in Sicherheit bringen und segelte in der Nacht des dritten Tages nach der Schlacht unbemerkt nach Konstantinopel zurück.

## Folgen
Sagore verblieb nach der Niederlage der Byzantiner mehrere Jahrhunderte im Besitz der Bulgaren. Bulgarien festigte seine Position in den neuen Gebieten südlich des Balkangebirges.
711 suchte Justinian II. erneut um Hilfe bei Terwel nach, um seinen erneut verlorenen Thron zurückzuerobern. Angesichts des vorherigen Angriffs durch den ehemaligen byzantinischen Kaiser in der Schlacht von Anchialos schickte ihm der bulgarische Herrscher jedoch nur 3000 Mann. Justinian II. verlor in den folgenden Kämpfen sein Leben. Den beteiligten bulgarischen Truppen wurde jedoch durch den neuen byzantinischen Kaiser ein freier Abzug nach Bulgarien gewährt.